# 宮家江美
宮家 江美（みやけ えみ、1972年4月24日 - ）は熊本県出身の日本の柔道家。61kg級の選手。身長167cm。

## 経歴
城南中学から熊本西高校へ進むと、2年の時に当時無差別の個人戦で争われていた金鷲旗で3位となった。全国高校選手権の66kg級では決勝まで進むも、松戸馬橋高校1年の藤本哲子に送足払の技ありで破れて2位だった。3年の時には全日本選手権に出場するも、3回戦で筑波大学3年の鈴木香に崩袈裟固で敗れた。1991年には拓殖短期大学へ進み木村政彦や岩釣兼生の指導を受けることになると、1年の時には強化選手選考会61kg級決勝で住友海上の西野弘子を腕緘で破って優勝を飾った。2年の時には選抜体重別の準決勝でミキハウスの小林貴子に判定で敗れて3位だった。強化選手選考会では前年に続いて決勝で西野と対戦すると、2－1の判定で辛勝して2連覇を達成した。1993年には拓殖大学に編入すると、3年の時には正力杯で3位になった。無差別で争われる全日本学生選手権では準々決勝で筑波大学1年の吉田早希に判定で敗れて5位だった。強化選手選考会では決勝で住友海上の恵本裕子に送足払の有効で敗れて3連覇はならなかった。アメリカ国際で国際大会初優勝を飾った。福岡国際では3回戦で韓国の鄭成淑に判定で敗れたが、その後の敗者復活戦を勝ち上がって3位になった。4年の時には正力杯の決勝で福岡大学3年の中橋治美に判定で敗れて2位だった。優勝大会では決勝で日体大と対戦して後に総合格闘家転ずる赤野仁美と引き分けるも、72kg超級の妹尾ひでみが二宮美穂に合技で一本負けしたためにチームは2位にとどまった。国体成年女子の部では妹尾とともに東京都の一員で出場して3位に入った。福岡国際では準決勝で世界チャンピオンであるベルギーのジェラ・バンデカバイエに掬投の効果で敗れるも、3位決定戦ではバルセロナオリンピック56kg級金メダリストであるスペインのミリアム・ブラスコに大外刈で1本勝ちして前年に続き3位になった。1995年には大学を卒業してプリティジャパン及び熊本ヤクルトの所属となるが、全国女子体重別では準々決勝で中橋に敗れると、敗者復活戦でも福岡工大附属高校2年の日下部基栄に敗れて7位にとどまった。なお、この当時の女子柔道界では松尾徳子と並ぶ数少ない美人選手とも評されていた。引退後は結婚して塔本姓となり、子供3人にも柔道を習わせているという。

## 主な戦績
- 1989年 -　金鷲旗　3位(無差別)
- 1990年 -　全国高校選手権　2位(66kg級)
- 1991年 -　正力杯　5位
- 1991年 -　強化選手選考会　優勝
- 1992年 -　選抜体重別　3位
- 1992年 -　強化選手選考会　優勝
- 1993年 -　選抜体重別　3位
- 1993年 -　正力杯　3位
- 1993年 -　全日本学生選手権　5位(無差別)
- 1993年 -　強化選手選考会　2位
- 1993年 -　アメリカ国際　優勝
- 1993年 -　福岡国際　3位
- 1994年 -　正力杯　2位
- 1994年 -　優勝大会　2位
- 1994年 -　国体成年女子の部　3位
- 1994年 -　強化選手選考会　3位
- 1994年 -　福岡国際　3位
- 1995年 -　ハンガリー国際　5位
- 1995年 -　全国女子体重別　7位

(出典、JudoInside.com)